# Министерство экологии и природных ресурсов Азербайджана
Министерство экологии и природных ресурсов Азербайджана (азерб. Аzərbaycan Respublikasinin Ekologiya və Təbii Sərvətlər Nazirliyi) — государственный орган, ответственный за регулирование деятельности, связанной с экологией, охраной окружающей среды и использованием природных ресурсов Азербайджана.

## История

### Период Азербайджанской ССР
30 января 1954 года учреждено Министерство водного хозяйства Азербайджанской ССР.
14 марта 1961 года был создан Комитет по использованию и охране поверхностных и подземных водных ресурсов.

### Современный период
Министерство экологии и природных ресурсов Азербайджана было создано 23 мая 2001 года Указом Президента Гейдара Алиева № 485 в соответствии со структурными реформами в правительстве Азербайджана. Текущая деятельность министерства реализовывались, порой дублировались, несколькими государственными агентствами, такими как Государственный Наблюдательный комитет по экологии и использованию природных ресурсов, Государственный комитет по геологии и минеральным ресурсам, Государственный концерн рыбной промышленности, Государственный комитет по гидрометеорологии, и их положения были децентрализованы. Указ упразднил все эти учреждения и централизовал государственное регулирование их деятельности, заменив их новым министерством.

## Структура
В состав Министерства входят
- Отдел по управлению водными резервами
- Отдел по экологическому просвещению и связям с общественностью
- Отдел регулирования окружающей среды и природных ресурсов

Организации, подчинённые Министерству
- Служба по развитию лесов
- Служба по охране биологического разнообразия
- Национальная Гидрометеорологическая служба
- Государственная Служба экологической безопасности
- Управление по экологическому мониторингу комплекса Каспия
- Агентство государственной экологической экспертизы
- Агентство по использованию минеральных сырьевых запасов
- Национальная Служба геологической разведки
- ОАО «Озеленение и ландшафтное устройство Азербайджана»
- ООО «Геодезия и картография»
- ООО «Опасные выбросы»

При министерстве с 2010 года действует общественный совет, с помощью которого ведётся диалог между государственными органами, общественностью и неправительственными организациями в области экологии. В состав совета входят представители общественных организаций «Специалисты в области водопользования», «Картографы Азербайджана», «Eco Hub», «IDEA» и иных.

## Функции
Основными функциями Министерства являются  
- укрепление информационной базы по природным ресурсам
- контроль за использованием природных ресурсов
- обеспечение охраны окружающей среды
- сохранение биологического разнообразия ресурсов
- регулирование деятельности при использовании биологических ресурсов во внутренних водах и азербайджанской части Каспийского моря, их защита и сохранение, наращивание базы данных по геологии страны
- охрана недр
- подготовка нормативных актов по использованию, расширению, созданию, защите лесов

## Министры
- Гусейнгулу Багиров (2001—2018)
- Мухтар Бабаев (с 23 апреля 2018)[8]

## Деятельность
В 2021 году проведён мониторинг загрязнения реки Охчучай. По результатам мониторинга выявлено, что река загрязнена большим количеством тяжёлых металлов. В пробах вод реки обнаружены медь, молибден, железо, цинк, хром, марганец. Министерством с целью предотвращения загрязнения реки промышленными предприятиями Армении поданы обращения в Европейский региональный офис Программы ООН по окружающей среде и в Европейскую экономическую комиссию ООН.
С 30 ноября по 12 декабря 2023 года Министерством совместно с Фондом Гейдара Алиева на 28-й конференции ООН по изменению климата представлен павильон Азербайджана. В павильоне предоставлена информация об ущербе, нанесённом во время оккупации территорий Азербайджана, строительных работах на этих территориях за период с 2020 по 2023 год, информация о борьбе с последствиями изменения климата и внедрении зелёной энергии в Азербайджане.

### 2024
С января 2024 года Агентством экологической экспертизы рассматриваются документы по оценке воздействия на окружающую среду полигонов бытовых отходов в Кяльбаджаре, Тертере, Губадлы, Агдаме, Лачине, Ходжалы и Джебраиле.
В рамках осуществляемого Министерством проекта «Зеленое будущее» на апрель 2024 года высажено 100 тысяч деревьев.
Осуществлён мониторинг 142 месторождений минерального сырья в Карабахе.
Проведена оценка эксплуатационных ресурсов месторождений подземных вод Карабаха в 170 пунктах. Создана интерактивная карта вод Карабаха с указанием гидрографической сети рек, гидрологических станций, озёр, месторождений подземных вод. В Государственный геологический информационный фонд представлено 196 отчётов по обнаружению проявлений полезных ископаемых Карабаха на основе геофизических аномалий и геохимических данных.

### 2025
В марте 2025 года начата работа по составлению карт особо охраняемых природных территорий и  карт санитарно-защитных зон на возвратившихся территориях.